# Iago omanensis
Il palombo dagli occhi grandi (Iago omanensis (Norman, 1939)) è una specie di palombo della famiglia dei Triakidi. È diffuso nelle acque della piattaforma continentale dell'oceano Indiano occidentale, dal mar Rosso all'India sud-occidentale, tra 30 e 10° di latitudine nord, tra 110 e 2200 m di profondità. Raggiunge una lunghezza massima di 37 cm.